# Giants Stadium
O Giants Stadium, também frequentemente chamado de The Meadowlands, foi o estádio sede do New York Giants e do New York Jets, estes times de futebol americano da NFL, a liga de futebol americano profissional dos Estados Unidos, e também sediava partidas de futebol do Red Bull New York da MLS, liga profissional americana de futebol. Foi demolido em 2010, ao custo de mais de 10 milhões de dólares e quatro meses de destruição. O local do estádio hoje é o estacionamento do MetLife Stadium, atual casa dos Giants e do Jets - o New York Red Bulls se mudou para a Red Bull Arena, em Harrison. Ele foi demolido em 2010.
Ele era localizado em East Rutherford, New Jersey, mais precisamente no Meadowlands Sports Complex, que também compreende o circuito de corridas  Meadowlands Racetrack e o ginásio Izod Center. Cabiam por volta de 80.242 pessoas sentadas, sendo assim o segundo maior estádio da NFL, perdendo somente para FedEx Field, localizada em Washington, D.C..

## História
O estádio foi inaugurado em 10 de Outubro de 1976, quando 76.042 torcedores assitiram o Giants perder para o Dallas Cowboys.
O New York Cosmos utilizou o estádio entre 1977 e 1985, quando fechou as portas. Foi nesse estádio a última partida de Pelé como profissional, contra o Santos Futebol Clube.
A partir do ano de 1984, o New  York Jets, outro time de futebol americano, passou a dividir a arena com os Giants, gerando um grande incômodo, pois em suas partidas o nome continuava o mesmo, conseqüentemente o do seu maior rival. Foi logo achada uma solução e levando a mudar de nome quando os Jets estivessem jogando, passando a se chamar de The Meadowlands referindo-se ao complexo esportivo que o engloba.
O estádio sediou 7 jogos da Copa do Mundo de 1994, 4 Jogos da Copa do Mundo de Futebol Feminino de 1999, algumas partidas da Copa Ouro, além de ser o estádio com maior número de partidas de futebol americano entre os atuais da NFL
Em 2007 serviu como palco para o Live Earth estado-unidense, um evento global que planeja conscientizar a população sobre os efeitos do Aquecimento global.
Em 2010 foi iniciado seu processo de demolição, já que foi construído na mesma área o Meadowlands Stadium um estádio mais moderno e um pouco maior que sediará os jogos do New York Giants e do New York Jets.
Como o estádio foi construído pouco após o desaparecimento de Jimmy Hoffa, uma lenda urbana implicava que o líder sindical teria sido enterrado lá.

## Jogos da Copa do Mundo de 1994
| 18 de junho de 1994 16:05(horário local)/17:05(horário do Brasil) | Itália | 0–1 | Irlanda      | Giants Stadium, East Rutherford Público: 75,338 Árbitro: Mario van der Ende (Países Baixos) |
|                                                                   |        |     | Houghton 11' |                                                                                             |

| 23 de junho de 1994 16:05(horário local)/17:05(horário do Brasil) | Itália        | 1–0 | Noruega | Giants Stadium, East Rutherford Público: 74,624 Árbitro: Hellmut Krug (Alemanha) |
|                                                                   | D. Baggio 69' |     |         |                                                                                  |

| 25 de junho de 1994 12:35(horário local)/13:35(horário do Brasil) | Arábia Saudita             | 2–1 | Marrocos    | Giants Stadium, East Rutherford Público: 76,322 Árbitro: Phillip Don (Inglaterra) |
|                                                                   | Al-Jaber 7' (pen) Amin 45' |     | Chaouch 68' |                                                                                   |

| 28 de junho de 1994 12:35(horário local)/13:35(horário do Brasil) | Irlanda | 0–0 | Noruega | Giants Stadium, East Rutherford Público: 72,404 Árbitro: José Torres Cadena (Colômbia) |
|                                                                   |         |     |         |                                                                                        |

| 5 de julho de 1994 16:35(horário local)/17:35(horário do Brasil) | México                | 1–1 (Prorrogação) (1–3 Disputa por pênaltis) | Bulgária     | Giants Stadium, East Rutherford Público: 71,030 Árbitro: Jamal Al-Sharif (Síria) |
|                                                                  | García Aspe 18' (pen) |                                              | Stoichkov 6' |                                                                                  |

|                                         |     | Penalidades                           |  |
| García Aspe: Bernal: Rodríguez: Suárez: | 1–3 | Balakov: Genchev: Borimirov: Lechkov: |  |

| 10 de julho de 1994 12:05(horário local)/13:05(horário do Brasil) | Bulgária                  | 2–1 | Alemanha           | Giants Stadium, East Rutherford Público: 72,000 Árbitro: José Torres Cadena (Colômbia) |
|                                                                   | Stoichkov 75' Lechkov 78' |     | Matthäus 47' (pen) |                                                                                        |

| 11 de julho de 1994 16:05(horário local)/17:05(horário do Brasil) | Itália             | 2–1 | Bulgária            | Giants Stadium, East Rutherford Público: 74,110 Árbitro: Joël Quiniou (França) |
|                                                                   | R. Baggio 20', 25' |     | Stoichkov 44' (pen) |                                                                                |

## Jogos da Copa do Mundo de Futebol Feminino de 1999
| 19 de junho de 1999 15:00(horário local)/16:00(horário do Brasil) | Estados Unidos               | 3–0 | Dinamarca | Giants Stadium, East Rutherford Público: 78,972 Árbitro: Sonia Denoncourt (Canadá) |
|                                                                   | Hamm 17' Foudy 73' Lilly 89' |     |           |                                                                                    |

| 19 de junho de 1999 17:30(horário local)/18:30(horário do Brasil) | Brasil                                                      | 7–1 | México        | Giants Stadium, East Rutherford Público: 72,000 Árbitro: Nicole Petignat (Suíça) |
|                                                                   | Pretinha 3', 12', 90+1' Sissi 29', 42', 50' Kátia 35' (pen) |     | Domínguez 10' |                                                                                  |

| 26 de junho de 1999 12:00(horário local)/13:00(horário do Brasil) | Canadá     | 1–4 | Rússia                                            | Giants Stadium, East Rutherford Público: 29,401 Árbitro: Xiudi Zuo (China) |
|                                                                   | Hooper 76' |     | Grigorieva 54' Fomina 66', 86' O. Karasseva 90+1' |                                                                            |

| 26 de junho de 1999 14:30(horário local)/15:30(horário do Brasil) | China                | 3–1 | Austrália     | Giants Stadium, East Rutherford Público: 29,401 Árbitro: Sandra Hunt (Estados Unidos) |
|                                                                   | Sun 39', 75' Liu 65' |     | Salisbury 66' |                                                                                       |

## Galeria

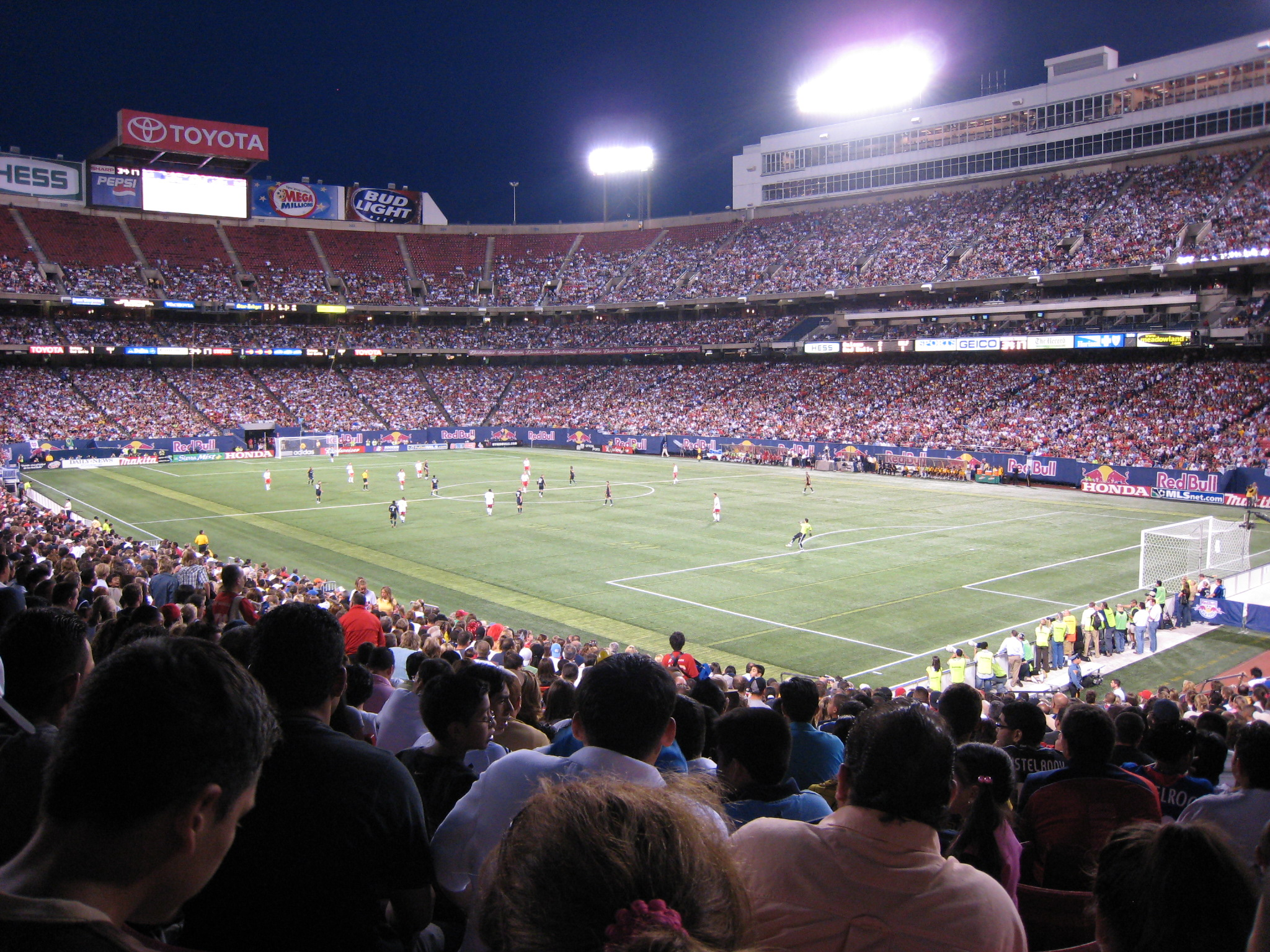
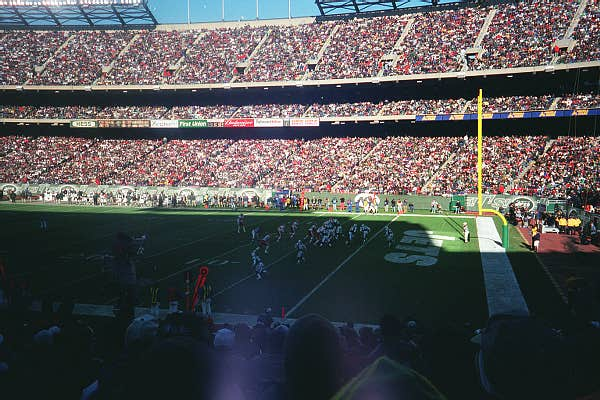
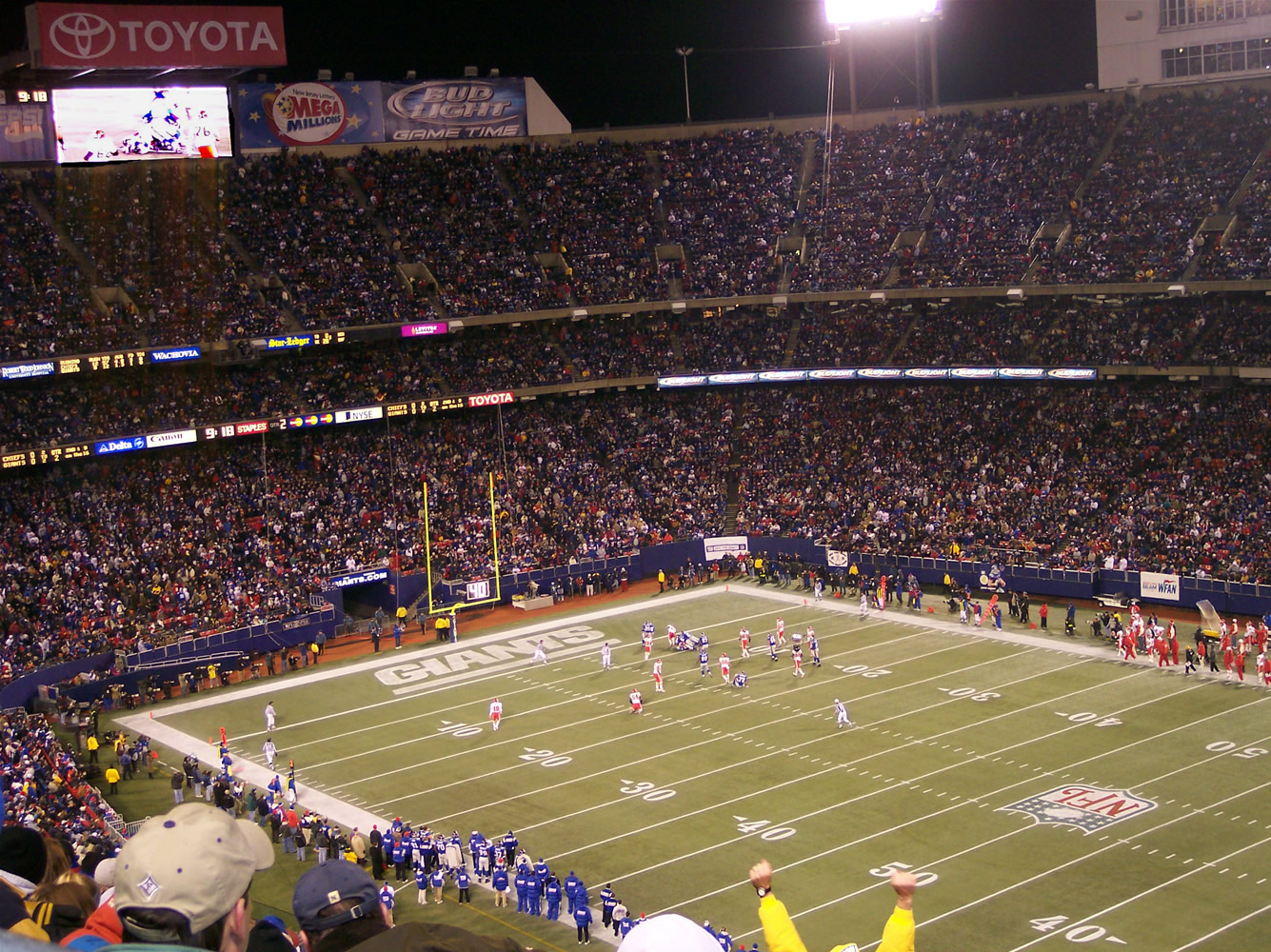
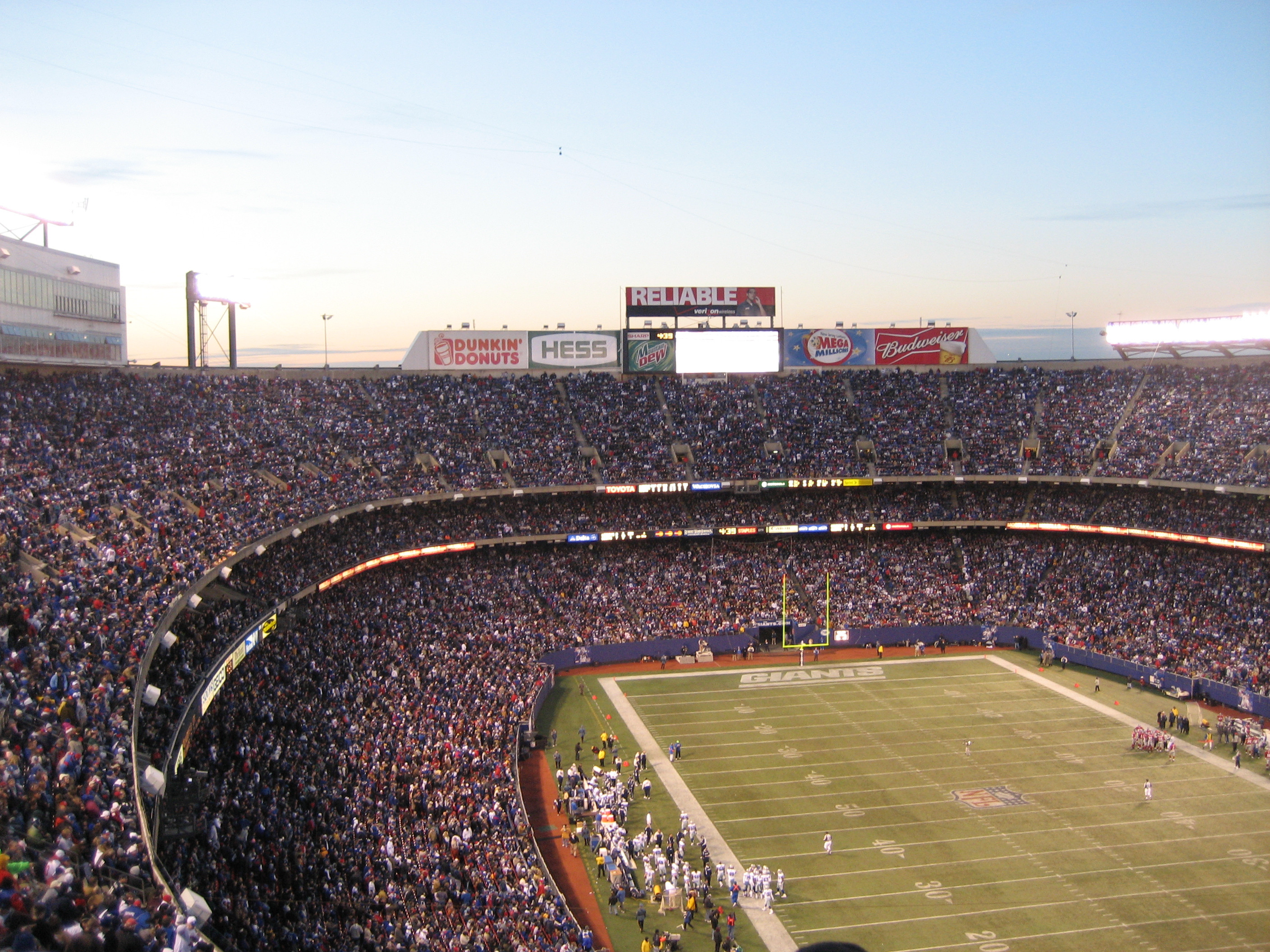
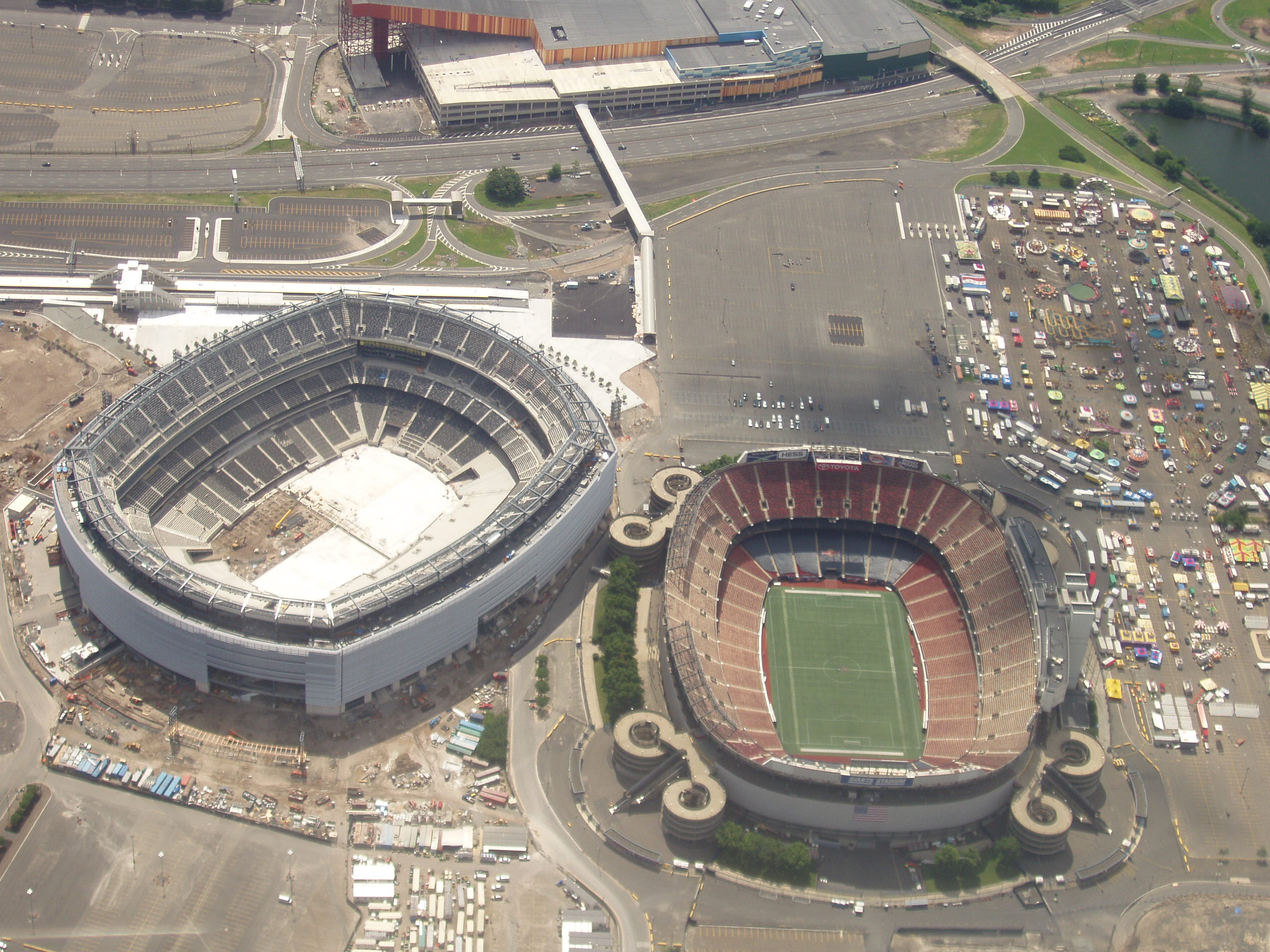
Giants Stadium á direita das obras do MetLife Stadium